# 墜落制止用器具使用従事者
墜落制止用器具使用従事者（ついらくせいしようきぐしようじゅうじしゃ）とは、墜落制止用器具使用従事者特別教育を修了した者。

## 受講資格
- なし(教育機関によっては、18歳以下の受講は拒否される。受講する場合は教育機関に確認すること。受講可能な場合は、保護者からの受講同意書の提出が求められる）

## 特別教育
- 各事業所（企業等）又は都道府県労働局長登録教習機関が行う。
- 告示で規定された履修時間は6時間（以上）となっている。
- テキスト及び時間割、修了証の配布方法は、教育機関によって違う

### 講習科目及び時間割(コベルコ教習所の場合)
8:30～9:30　　　　 作業に関する知識(学科)
9:40～10:40　　　　墜落制止用器具に関する知識(学科)
10:50～11:50　　　 墜落制止用器具に関する知識(学科)
11:50～12:35　　　 昼休み
12:35～13:35　　　労災防止に関する知識(学科)
13:45～14:15　　　関係法令(学科)
14:15～14:45　　　墜落制止用器具の使用方法等(実技)
14:55～15:55　　　墜落制止用器具の使用方法等(実技)
*コベルコ教習所の場合、1コマ1時間で、休憩は10分である